# ريد رودس
ريد رودس (بالإنجليزية: Red Rhodes)‏ هو عازف قيثارة أمريكي، ولد في 30 ديسمبر 1930 في ألتون في الولايات المتحدة، وتوفي في 20 أغسطس 1995 في لوس أنجلوس في الولايات المتحدة بسبب ذات الرئة.

## وصلات خارجية
- ريد رودس على موقع IMDb (الإنجليزية)
- ريد رودس على موقع ميوزك برينز (الإنجليزية)
- ريد رودس على موقع ديسكوغز (الإنجليزية)